# Sedimentární pánev

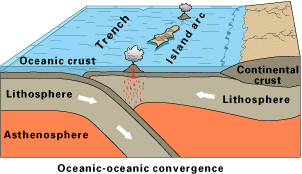
Příklad mořského prostředí se střetem dvou desek, kde dochází k subdukci oceánské kůry, spojené se vznikem dvou sedimentačních bazénů – jednoho v hlubokomořského příkopu a druhého v zaobloukovém systému

Sedimentární pánev, sedimentační bazén nebo sedimentační pánev je místo na zemském povrchu (nejčastěji na mořském dně, ale v některých případech i na souši), kde dochází k poklesávání a hromadění velkého množství sedimentů a jejich následné přeměně na usazené horniny. Vznik sedimentárních pánví a jejich lokalizace je podmíněna tektonickými pohyby Země a rozdělení pánví na jednotlivé typy také vychází z jejich tektonického prostředí.
V pánvích, jejichž sedimentární výplň přesahuje 1 km, se mohou za příznivých okolností zachovávat uhlovodíky. Pánve se liší tvarem od mísovitých po úzké a dlouhé pánve protáhlého tvaru. Mohou být ohraničené zlomy.

## Rozdělení

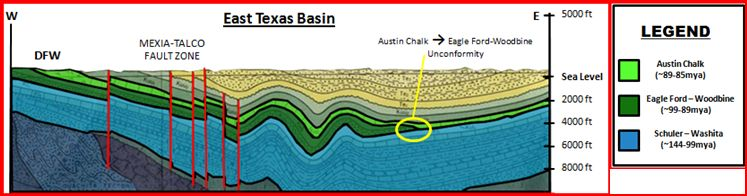
Geologický řez východotexaskou pánví

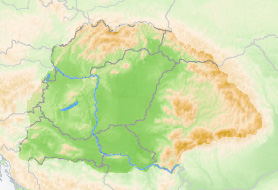
Topografie Panonské pánve a okolních pohoří

Na základě struktury lze definovat dva základní typy pánví:
- Depoziční pánev, je depresní struktura na zemském povrchu, nebo dně oceánu vyplňovaná přinášenými sedimenty. Pokud je přínos sedimentu ve srovnání s poklesem pánve nízký, označují se jako předdepoziční, pokud přínos materiálu odpovídá míře jejího poklesu (subsidence) označují se jako syndepoziční pánve.
- Podepoziční nebo strukturní pánev, není pánví v pravém slova smyslu, jde o strukturu, která vznikla stlačením dříve uložených sedimentů do podoby velké synformy. Mladší výplň pánve může chybět (kvůli erozi) nebo je zachována pouze v jejím středu.

Všechny sedimentární pánve jsou v užším slova smyslu vlastně depozičními pánvemi. Na základě morfotektonických kritérií se rozdělují do šesti kategorií, z nichž každá má charakteristické strukturní znaky.
1. Oceánské pánve – jsou pánve, které se vyvinuly na oceánské kůře. Patří sem velké pánve Atlantiku a Pacifiku, z minulosti jsou známy zbytky ofiolitových formací paleozoických a mezozoických komplexů Karpat, Alp a mnoha jiných orogénních zón.
2. Pánve obloukově-trenčového systému, které vznikají při styku dvou tektonických desek, přesněji při podsouvání jedné desky pod druhou. Tato kolize je doprovázena vznikem hlubokomořského příkopu, subdukční zóny a vznik ostrovního vulkanického oblouku. Sedimenty se ukládají jak v samotném příkopu, tak v předobloukových, zaobloukových, nebo v intraobloukových pánvích. Takové pánve se dají najít například podél celé základny Pacifiku (Ohnivý kruh). Starší sedimenty tohoto prostředí jsou těžko identifikovatelné, protože dochází k silnému deformování původních sedimentárních formací.
3. Pánve spojené s kontinentální kolizí (Suture belts) – na rozdíl od obloukových pánví, do sebe při kontinentální kolizi naráží dvě desky s kontinentální kůrou, což vede ke vzniku rozsáhlé deformační zóny (orogénní zóny). Sedimenty takového tektonického prostředí představují jednak silně deformované zbytky původních oceánských bazénů, jakož i sedimenty zaobloukových, předobloukových, případně i periferních pánví.
4. Pánve exotických terénů – jsou pánve nacházející se na přemístěných (exotických = dnes neznámých) terénech. Vyznačují se velkou variabilitou ve složení, ve vývoji a v akumulaci sedimentů. Mohou být tvořeny fragmenty oceánské kůry, ostrovního oblouku, případně subdukční zóny.
5. Intrakontinentální pánve – vznikají nezávisle na tektonické aktivitě při okrajích desek. Tloušťka takových sedimentů bývá velmi velká, přičemž samotné prostředí bývá kontinentální, nebo mělkomořské.
6. Pánve riftovaného kontinentálního okraje – bazény příkopů a riftů – tyto pánve vznikají v opačném tektonickém režimu než pánve obloukové. Vznikají v rozbíhajícího okraji, tam kde se oceánská kůra rozchází v soustavě riftů, případně v mladých stádiích oslabených zónách kontinentální kůry. Patří sem i pánve pasivních okrajů kontinentu.
7. Pánve asociující se směrně posuvnými a transformními zlomy – patří sem především pánve typu pull apart.